# Бензолсульфиновая кислота
Бензолсульфиновая кислота (фенилсульфиновая кислота) — органическое соединение с химической формулой C6H5SO2H, относящееся к сульфиновым кислотам. Белое кристаллическое вещество, растворимое в воде и органических растворителях и разлагающееся на воздухе. Применяется в аналитической химии. В виде более стабильной натриевой соли (бензолсульфината натрия) используется в фотографической промышленности для приготовления светочувствительных материалов.

## Свойства
Белые кристаллы, имеющие вид иголок или призм. Молярная масса составляет 142,17 г/моль. Плавится при температуре 64,5—65 °C, выше 100 °C разлагается. Очень хорошо растворима в этиловом спирте, диэтиловом эфире, щёлочных растворах, хорошо растворима в воде, умеренно растворима в холодной воде.
Из концентрированных растворов может быть выделена в виде кристаллов свободной кислоты путём добавления серной, соляной или хлорной кислот. Растворы кислоты при нагреве разлагаются путём диспропорционирования, реакцию ускоряет присутствие соляной кислоты. Щёлочные и аммонийные соли бензолсульфиновой кислоты, в отличие от неё самой, стабильны и не разлагаются; их растворы устойчивы в промежутке порядка двух месяцев.

## Применение
Используется в аналитической химии для разделения циркония и тория от редкоземельных металлов и двухвалентного железа; трёхвалентного железа от кобальта, никеля и трёхвалентного хрома. Также служит для весовых определений циркония, тория и трёхвалентного железа.
В промышленности используют натриевую соль бензолсульфиновой кислоты при производстве фотоматериалов.